# Гребеник Мар'ян Васильович
Гребеник Мар'ян Васильович (нар. 9 червня 1954, м. Теребовля, Тернопільська область, Україна) — український вчений в галузі медицини, кардіолог, Доктор медичних наук (2009), професор (2010), завідувач кафедри терапії та сімейної медицини факультету післядипломної освіти Тернопільського національного медичного університету імені І. Я. Горбачевського.

## Життєпис
Мар'ян Гребеник у 1977 році закінчив з відзнакою Тернопільський державний медичний інститут.
Працював лікарем міської рятувальної станції, дільничим терапевтом, лікарем палати інтенсивної терапії, ординатором пульмонологічного відділення, лікарем—кардіологом та кабінету функціональної діагностики.
З 1990 р. працює в Тернопільському національному медичному університеті імені І. Я. Горбачевського університеті: асистентом, доцентом (1996) кафедри факультетської терапії. Одночасно з педагогічною діяльністю займався лікувальною і консультативною роботою в обласній (нині — університетській) клінічній лікарні. У 1996 р. брав участь в організації обласного пульмонологічного відділення, упродовж 2 років був його куратором.
У 1999 р. проходив місячне стажування у Польщі в ІІ клініці кардіології медичного колегіуму Ягеллонського університету (Краків) та на кафедрі внутрішніх захворювань і кардіології у Варшавському університеті.
З 2010 р. — завідувач кафедри терапії та сімейної медицини ННІ післядипломної освіти, куратор міського кардіологічного центру.

## Наукова діяльність
У 1989 році захистив кандидатську дисертацію.
У 2009 році захистив докторську дисертацію «Післяінфарктне ремоделювання серця в умовах хронічної бронхіальної обструкції і шляхи його корекції».
Наукові інтереси: кардіологія, зокрема, гострий коронарний синдром, порушення серцевого ритму.

### Науковий доробок
Співавтор 2 підручників, 3 посібників, 4 навчально-методичних рекомендацій. Опубліковано 258 наукових праць, з них 73 статті, 18 публікацій у закордонних джерелах.1 Деклараційний патент на винахід, 2 авторських свідоцтв, 5 інформаційних листів, 12 рацпропозицій, 5 методичних рекомендацій.
Член вченої ради ТНМУ і спеціалізованої ради із захисту докторських та кандидатських дисертацій.